# Левша (саундтрек)
«Левша (саундтрек)» (англ. Southpaw: Music from and Inspired by the Motion Picture) — официальный саундтрек к одноименному фильму 2015 года. Альбом, исполненный различными артистами, был выпущен на лейблах Shady Records и Interscope Records 24 июля 2015 года.

## Создание
15 декабря 2014 года работу над музыкой к фильму начал композитор Джеймс Хорнер. Этот саундтрек стал последним для автора композиций к фильмам «Титаник» и «Аватар», погибшего в авиакатастрофе 22 июня в Калифорнии.
22 мая 2015 года рэпер Эминем стал исполнительным продюсером саундтрека, присоединившись к DJ Khalil.
Сингл «Phenomenal» был выпущён 2 июня 2015 года лейблом «Shady Records» для онлайн-прослушивания. 10 июля вышел второй сингл «Kings Never Die». Саундтрек станет доступен для полного прослушивания 24 июля — в день выхода фильма в прокат.

## Список композиций
| №                   | Название | Автор(ы) | Продюсер(ы)                                 | Длительность |
| ------------------- | --- | --- | ------------------------------------------- | ------------ |
| 1.                  | «Cry for Love (Part 1)» (Джеймс Хорнер)                                                                       | |                                             | 1:27         |
| 2.                  | «Kings Never Die» (Эминем при участии Гвен Стефани)                                                           | Маршалл Мэтерс, Луис Ресто, Халил Абдул-Рахман, Эрик Алкок, Чин Инджети и Лиз Родригес                                  | DJ Khalil и Эминем[a]                       | 4:56         |
| 3.                  | «Beast (Southpaw Remix)» (Роб Бейли и The Hustle Standard при участии Басты Раймса, KXNG CROOKED и Tech N9ne) | Чарльз "Hustle" Карипидес, Роб Бейли, Мэтерс, Абдул-Рахман, Тревор Смит, Доминик Уиклифф и Аарон Йейтс                  | Чарли Хастл (Charley Hustle) и DJ Khalil[b] | 4:39         |
| 4.                  | «This Corner» (Денон)                                                                                         | Мэтерс, Л. Ресто, Марио Ресто, Денон Портер и Марвин О'Нил                                                              | Эминем, Ресто[a] и Mr. Porter[a]            | 3:53         |
| 5.                  | «What About the Rest of Us» (Action Bronson и Joey Bada$$ при участии Rico Love)                              | Ариян Арслани, Ричард Батлер-младший, Сесил "Касанова" Кирби, Джо-Вон Виржини и Кёртис Мейфилд                          | Rico Love и Касанова                        | 4:12         |
| 6.                  | «Raw» (Bad Meets Evil)                                                                                        | Мэтерс, Райан Монтгомери и Раймонд "Саром" Диас                                                                         | Саром и CertiFYD                            | 3:40         |
| 7.                  | «R.N.S.» (Slaughterhouse)                                                                                     | Джо Бадден, Джоэл Ортис, Уиклифф, Авраам Орельяна, Джастин Смит, О’Ши Джексон, Энтони Уитон, Бетти Мабри и Фред Мюльбёк | AraabMuzik и Just Blaze                     | 3:39         |
| 8.                  | «Wicked Games» (The Weeknd)                                                                                   | Эйбел Тесфайе, Карло Монтаньезе, Doc McKinney и Райнер Бланшер                                                          | Doc McKinney и Illangelo                    | 5:24         |
| 9.                  | «All I Think About» (Bad Meets Evil)                                                                          | Мэтерс, Монтгомери и Л. Ресто                                                                                           | Эминем и Ресто[a]                           | 6:12         |
| 10.                 | «Drama Never Ends» (50 Cent)                                                                                  | Кёртис Джексон и Адам Фине                                                                                              | Фрэнк Дюкс                                  | 3:16         |
| 11.                 | «Mode» (PRhyme при участии Logic)                                                                             | Монтгомери, Кристофер Мартин, Adrian Younge и Роберт Холл II                                                            | DJ Premier                                  | 3:01         |
| 12.                 | «Notorious Thugs» (The Notorious B.I.G. при участии Bone Thugs-N-Harmony)                                     | Кристофер Уоллес, Шон Комбc, Брайон Маккейн, Стивен Хаус, Энтони Хендерсон и Стивен Джордан                             | Stevie J и Шон Комбc                        | 6:07         |
| 13.                 | «Phenomenal» (Эминем)                                                                                         | Мэтерс, Л. Ресто и М. Ресто                                                                                             | Эминем и Ресто[a]                           | 4:42         |
| 14.                 | «Cry for Love (Part 2)» (Джеймс Хорнер)                                                                       | |                                             | 1:33         |
| Общая длительность: | Общая длительность:                                                                                           | Общая длительность: | Общая длительность:                         | 56:41        |

Примечания
- ↑  дополнительный продюсер
- ↑  ремиксер

Композиции «Wicked Games» и «Notorious Thugs» ранее выходили на альбомах House of Balloons (а позже Trilogy) и Life After Death соответственно.

## Чарты
| Чарт (2015)                            | Высшая позиция |
| -------------------------------------- | -------------- |
| Австралия (ARIA)                       | 13             |
| Австрия (Ö3 Austria)                   | 70             |
| Бельгия/Фландрия (Ultratop)            | 150            |
| Бельгия/Валлония (Ultratop)            | 147            |
| Канада (Canadian Albums Chart)         | 2              |
| Франция (SNEP)                         | 108            |
| Германия (Offizielle Top 100)          | 61             |
| Новая Зеландия (RMNZ)                  | 20             |
| Швейцария (Schweizer Hitparade)        | 43             |
| США Billboard 200                      | 5              |
| США Top R&B/Hip-Hop Albums (Billboard) | 2              |
| США Soundtrack Albums (Billboard)      | 1              |

| Чарт (2015)                            | Позиция |
| -------------------------------------- | ------- |
| США Top R&B/Hip-Hop Albums (Billboard) | 53      |
| США Soundtrack Albums (Billboard)      | 18      |